# Hartmut Enke
Hartmut Enke (Berlino, 20 ottobre 1952 – Berlino, 27 dicembre 2005) è stato un musicista tedesco.
È conosciuto soprattutto per essere stato il bassista e chitarrista degli Ash Ra Tempel.
Hartmut Enke formò la sua prima band insieme a Manuel Göttsching, alla sua festa dei 15 anni, nel 1967. Tre anni più tardi diventò membro degli "Steeple Chase Bluesband" di Göttsching, che evolverà negli Ash Ra Tempel.
Enke ha deciso di lasciare il mondo della musica nel 1973, e non era presente neppure alla reunion degli Ash Ra Tempel nel 2000. È morto alla fine del 2005, all'età di 53 anni.

## Discografia
- Ash Ra Tempel - Ash Ra Tempel - 1971
- Kosmiche Musik - compilation che include la traccia degli Ash Ra Tempel, "Gendanken" - 1972
- Schwingungen - Ash Ra Tempel - 1972
- Seven Up - Ash Ra Tempel con Timothy Leary - 1973
- Join Inn - Ash Ra Tempel - 1973
- Tarot - Walter Wegmüller - 1973
- Sci-Fi Party - Cosmic Jokers - 1974